# Борисов, Семён Захарович
Семён Заха́рович Бори́сов (11 (24) августа 1911, 1-й Тыллыминский наслег, Восточно-Кангаласский улус, Якутская область, Российская империя — 7 октября 1999) — советский партийный и государственный деятель, первый секретарь Якутского обкома КПСС (1951—1965).

## Биография
Родился 11 (24) августа 1911 в 1-м Тыллыминском наслеге Восточно-Кангаласского улуса в семье крестьянина-бедняка. В 1926 году окончил Рассолодинскую семилетнюю школу, в 1930 году — школу второй ступени в Якутске.
Член ВКП(б) с 1932 г. В 1939 году окончил Высшие курсы советского строительства при ЦИК СССР, в 1950 г. — курсы переподготовки при ЦК ВКП(б).
- 1929 год — секретарь Нёрюктяйинского наслежного Совета, инструктор Восточно-Кангаласского улусного исполкома по земельной реформе.
- 1930—1932 гг. — заведующий-учитель Женхондинской четырехклассной школы, инструктор, заведующий районным отделом народного образования Мегино-Кангаласского райисполкома.
- 1932—1934 гг. — инструктор ЦИК Якутской АССР.
- 1934—1938 гг. — председатель исполнительного комитета Сунтарского районного Совета.
- 1939 г. — инструктор и консультант СНК Якутской АССР.
- 1939—1941 гг. — начальник переселенческого отдела СНК Якутской АССР.
- 1941—1944 гг. — заместитель председателя СНК Якутской АССР.
- 1944—1946 гг. — народный комиссар и министр земледелия Якутской АССР.
- 1946 г. — министр животноводства Якутской АССР.
- 1946—1948 гг. — председатель Совета министров Якутской АССР.
- 1950—1951 гг. — председатель Совета министров Якутской АССР.
- 1951—1965 гг. — первый секретарь Якутского областного комитета ВКП(б) — КПСС.
- 1965—1969 гг. — советник председателя Совета министров РСФСР по северным районам.

Кандидат в члены ЦК КПСС (1952—1966). Депутат Совета Национальностей Совета Национальностей Верховного Совета СССР 3 созыва, Совета Союза Верховного Совета СССР 4, 5 и 6 созывов.
В период работы С. З. Борисова были допущены ошибки в отношении якутской интеллигенции — в оценке литературного наследства якутского народа под влиянием внутренних и внешних факторов. В то время определённая часть партийного актива нагнетала идеологическую работу, выпячивая национальный вопрос. Ошибки в отношении Георгия Прокопьевича Башарина Семён Захарович всенародно признал в феврале 1962 года.
Несмотря на ошибки, отмечается значительная роль С. З. Борисова в становлении и развитии алмазной промышленности — в освоении месторождений алмазов в Якутии, строительстве города Мирного, алмазообогатительных фабрик и карьеров, автодороги Ленск — Мирный, Вилюйской ГЭС.
C. З. Борисов — автор книги «Алмазы и вожди», посвящённой труду многих поколений алмазодобытчиков.
С 1969 года на пенсии. Умер 7 октября 1999 года после тяжёлой продолжительной болезни.

## Награды и звания
- 2 ордена Ленина (27.06.1947, 01.10.1957)
- 3 ордена Трудового Красного Знамени (в том числе 06.09.1961)
- орден «Знак Почёта»
- медали
- Почётный гражданин Мегино-Кангаласского улуса (1985).[7]
- Почётный гражданин Мирнинского района.

## Память
- Имя С. З. Борисова в 2001 году присвоено Тыллыминской средней школе Мегино-Кангаласского улуса. При школе открыт музей-кабинет.[8]
- Ювелирному алмазу весом 64,57 карата, добытому 23 декабря 1999 г. на фабрике № 14 Айхальского ГОКа, присвоено имя «Семён Борисов».